# Municipio de Frankfort (condado de Franklin)
El municipio de Frankfort (en inglés: Frankfort Township) es un municipio ubicado en el condado de Franklin en el estado estadounidense de Illinois. En el año 2010 tenía una población de 7029 habitantes y una densidad poblacional de 73,54 personas por km².

## Geografía
El municipio de Frankfort se encuentra ubicado en las coordenadas 37°54′24″N 88°51′53″O / 37.90667, -88.86472. Según la Oficina del Censo de los Estados Unidos, el municipio tiene una superficie total de 95.58 km², de la cual 94,42 km² corresponden a tierra firme y (1,21 %) 1,15 km² es agua.

## Demografía
Según el censo de 2010, había 7029 personas residiendo en el municipio de Frankfort. La densidad de población era de 73,54 hab./km². De los 7029 habitantes, el municipio de Frankfort estaba compuesto por el 97,75 % blancos, el 0,34 % eran afroamericanos, el 0,36 % eran amerindios, el 0,36 % eran asiáticos, el 0,28 % eran de otras razas y el 0,91 % eran de una mezcla de razas. Del total de la población el 1,28 % eran hispanos o latinos de cualquier raza.